# I Can Survive
«I Can Survive» —en español: «Puedo sobrevivir»— es una canción de hard rock escrita por Rik Emmett, Gil Moore y Mike Levine e interpretada por la banda canadiense de hard rock Triumph.  Apareció originalmente como la segunda pista del álbum Progressions of Power, lanzado en 1980 por Attic Records y RCA Records en Canadá y el resto del mundo respectivamente.

## Lanzamiento y recepción
En 1980, «I Can Survive» fue publicado como el primer sencillo de Progressions of Power por Attic y RCA Records.  En el lado B del sencillo se enlistó el tema «Nature's Child» —traducido del inglés: «Naturaleza del niño»—, compuesto por Emmett, Moore y Levine.
La característica especial de este sencillo es que en ambos temas del vinilo Gil Moore es quién graba la voz principal de los mismos, dejando a Rik Emmett realizar coros en las canciones.
A diferencia del sencillo anterior, «I Can Survive» si entró en las listas de popularidad canadienses y llegó hasta la posición 85.º entre los 100 sencillos más exitosos de la revista RPM Magazine el 17 de mayo de 1980.  En Estados Unidos tuvo una suerte un tanto parecida, ya que logró ubicarse en el 91.º puesto del Billboard Hot 100 en 1980.

## Lista de canciones

### Lado A
| side one |                 |                                      |               |          |  |
| N.º      | Título          | Escritor(es)                         | Voz principal | Duración |  |
| 1.       | «I Can Survive» | Rik Emmett / Gil Moore / Mike Levine | Gil Moore     | 4:01     |  |

### Lado B
| side one |                  |                         |               |          |  |
| N.º      | Título           | Escritor(es)            | Voz principal | Duración |  |
| 2.       | «Nature's Child» | Emmett / Moore / Levine | Gil Moore     | 3:55     |  |

## Créditos
- Rik Emmett — guitarra acústica, guitarra eléctrica y coros.
- Gil Moore — voz principal, batería y coros.
- Mike Levine — bajo y coros

## Listas
| Año  | País           | Lista                | Posición máxima |
| ---- | -------------- | -------------------- | --------------- |
| 1980 | Canadá         | RPM Magazine Top 100 | 85.º            |
| 1980 | Estados Unidos | Billboard Hot 100    | 91.º            |